# Alexandre Bigot de Monville

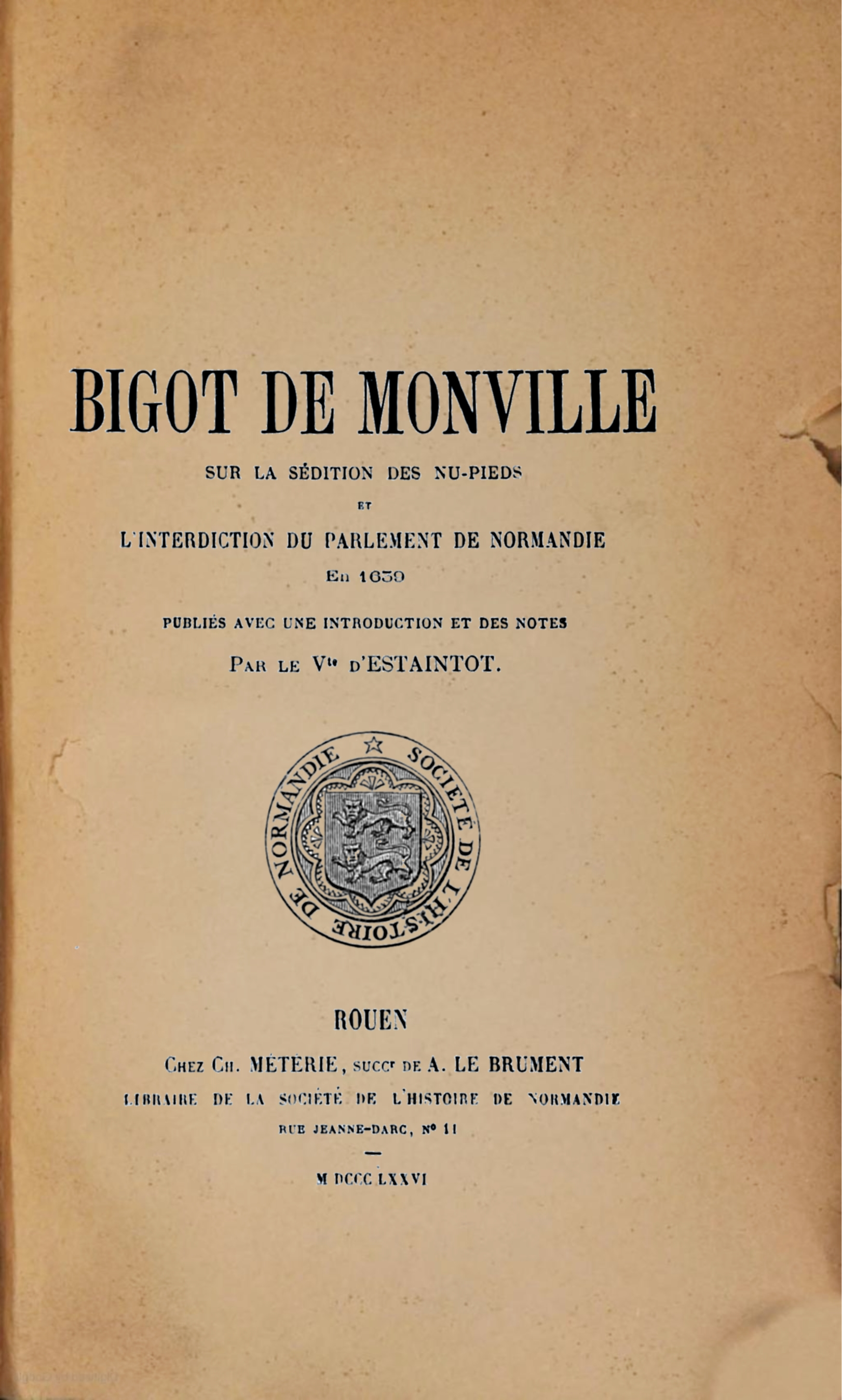
Mémoires sur la sédition des va-nu-pieds et l’interdiction du Parlement de Normandie de Bigot de Monville.

Alexandre Bigot, baron de Monville, né le 19 novembre 1607 à Rouen où il est mort le 30 mars 1675, est un magistrat français.

## Biographie
Bigot rédigea sa thèse de philosophie sur son père Charles Bigot, lui-même conseiller au parlement de Normandie. Reçu conseiller à vingt ans en 1627, il en devint président dix années plus tard.
En 1640, lors de l’interdiction de ce Parlement en raison de la Révolte des va-nu-pieds, il passa une partie de son temps au Petit-Quevilly, faisant plusieurs fois partie de députations envoyées à Paris pour défendre les intérêts du Parlement. Il parla avec fermeté au chancelier Séguier et résista énergiquement aux collègues timorés qui oubliaient trop la dignité du Parlement. On  lui doit des Mémoires sur la sédition des nu-pieds et l’interdiction du Parlement de Normandie en 1639.
En 1632, il avait épousé Geneviève Le Roux de Tilly, fille d’un autre conseiller, dont il eut plusieurs enfants. Devenu veuf, il contracta un second mariage avec Charlotte de Nouveau. À sa mort en 1675, il fut inhumé dans l’église Saint-Laurent de Rouen.

## Publications
- Mémoires du président Bigot de Monville sur la sédition des nu-pieds et l’interdiction du Parlement de Normandie en 1639, publiés avec une introduction et des notes, par le Vte d’Estaintot, Charles Métérie, Rouen, 1876, xxxiii-380 p., in-8°.

## Sources
- Gustave Amable Prévost, Recueil des présidents, conseillers et autres officiers de l’Échiquier et du Parlement de Normandie, Société de l’histoire de Normandie, Rouen, A. Lestringant, 1905, 355 p., p. vii-x.